# Vnorovy
Vnorovy es una localidad del distrito de Hodonín en la región de Moravia Meridional, República Checa, con una población estimada para 2025 de 2952 habitantes. 
Se encuentra ubicada al sureste de la región, cerca de la orilla del río Morava —un afluente izquierdo del Danubio—, de la frontera con la región de Zlín y con Eslovaquia, y a poca distancia al sureste de la ciudad de Brno.

## Etimología
En los documentos más antiguos, escritos en latín, así como en checho, se utilizaba el nombre Wnorov- Wnorovy, aunque con el tiempo aparecen otras variantes como: Norow, Unirov, Wznorowy entre otros. El nombre Znorow - Znorowy se encuentra predominante en documentos escritos en alemán. 
Existen varias teorías del origen del nombre Vnorovy. Según Jan Skácel, el nombre probablemente se originó del nombre personal Vnor o Vznor, es decir, "los súbditos de Vznor".
También L. Hosák, sostiene que el nombre del municipio podría derivar del nombre "Vnor" -lo que está sumergido-, al que se le añadió el sufijo posesivo -ov, que luego fue pluralizado. El nombre personal Vnor está bien documentado en Polonia donde con frecuencia da origen a nombres de localidades como Wnory-Wypychy. No obstante, la palabra Vnor está documentada en polaco sólo a partir del siglo XV, mientras que Vnorovy tiene su primera mención en el año 1249. 
F. Dvorský, en Geografía local de Moravia – Distrito de Strážnice (1914), propone la teoría de que Vnorovy originalmente se llamaba Uny-rovy, lo que significaría “sepulturas jóvenes” (nuevas tumbas). Esta teoría parece ser la menos probable de todas.
También circula la opinión de que Vnorovy deriva del verbo “vnořiti” (sumergirse), ya que en el pasado habrían ocurrido hundimientos del terreno debido a la presencia de llamadas arenas movedizas, que eran arrastradas por fuertes manantiales de aguas subterráneas.

## Historia

### Prehistoria y primeros asentamientos
Los primeros habitantes fueron cazadores de la época diluvial, presentes al final de la última glaciación (hace unos 15,000 años). Durante este período, vivían en la zona animales como mamuts, renos, osos y caballos. Tras el deshielo de los glaciares, grandes cantidades de agua provenientes del norte depositaron capas de grava, arcilla y arena, elevando el terreno y formando nuevos cauces fluviales. Los vientos del sureste trajeron loess, que formó la base del suelo arable, mientras que en el lado protegido de los Cárpatos se acumularon capas de arcilla aptas para la fabricación de ladrillos.
En la Edad Mesolítica (hace unos 10,000 años), el clima se suavizó, la humedad aumentó y los pantanos se extendieron alrededor de los cursos de agua. Los nuevos habitantes continuaron viviendo de la caza y la recolección, pero gradualmente comenzaron a domesticar animales y a cultivar. En el Neolítico (6000-3500 a. C.), se produjo un cambio significativo hacia la agricultura, con el cultivo de trigo, cebada y legumbres. Preparaban la tierra mediante el método de tala y quema, almacenaban granos en fosos y vivían en casas elevadas de madera, probablemente como familias extensas. La cerámica de los primeros agricultores, inicialmente lineal (volutada), fue reemplazada por cerámica punzonada y, más tarde, por cerámica pintada.
En el Eneolítico (3500-2000 a. C.), hubo una mayor movilidad poblacional. Culturas como la de los vasos campaniformes y la de la cerámica cordada llegaron desde el norte y noreste. El uso del arado primitivo, tirado por animales, marcó avances en la agricultura, y se documenta la presencia de objetos de cobre. Numerosos hallazgos arqueológicos en Vnorovy y Lidéřovice, especialmente en Hulínův kopec y la fábrica de ladrillos adyacente, confirman la presencia de humanos en el Neolítico tardío. Entre los descubrimientos destacan herramientas de piedra (hachas, martillos y cinceles), fragmentos de cerámica, urnas completas, puntas de colmillo de mamut y restos óseos de animales extintos, como un colmillo de mamut de más de un metro encontrado en 1910.

### Edad de bronce y hierro
A principios del segundo milenio a. C., la industria del bronce se extendió por Europa Central, traída desde el Mediterráneo oriental. En Vnorovy y Lidéřovice se encontraron objetos de la cultura de Únětice, como una aguja de bronce con cabeza en espiral. En el período posterior, la cultura de los campos de urnas lusaciana (1300-700 a. C.) está representada por hallazgos en el bosque de Vilém, donde los muertos eran cremados y sus cenizas depositadas en urnas.
En el siglo VIII a. C., el hierro comenzó a reemplazar al bronce en Moravia. Durante este período, el territorio checo y moravo estaba dividido en varias culturas: la cultura silesio-platěnická en el noreste, la horákovská en el sur de Moravia, la halstática de túmulos en el sur de Bohemia y la bylaná en el centro y noroeste de Bohemia. Los portadores de la cultura horákovská inhumaban a sus muertos en grandes túmulos.

### Los celtas, germanos y romanos
Hacia la mitad del primer milenio a. C., la cultura laténica, llevada por los celtas, llegó a Moravia desde el sur. Los celtas eran hábiles artesanos, guerreros y superaban culturalmente a las poblaciones previas. Su apogeo en el siglo I a. C. fue interrumpido por ataques de tribus germánicas desde el norte y la expansión romana hacia el Danubio. En Vnorovy, se han encontrado monedas romanas, lo que sugiere el paso de comerciantes o soldados, aunque no se ha determinado su propósito exacto.
Los germanos, como los marcomanos en Bohemia y los cuados en Moravia, ocuparon gran parte del territorio. Durante las guerras marcomanas (166-180 d. C.), los germanos llegaron al norte de Italia, pero fueron repelidos, y las tropas romanas avanzaron hasta Moravia. A partir del siglo III, la influencia romana comenzó a declinar.

### Eslavos
En el año 375, los hunos iniciaron su avance hacia el oeste desde el mar Caspio, desencadenando la última gran migración de pueblos. Su presión obligó a los godos a retirarse de las estepas del sur de Rusia. Bajo el liderazgo de Atila en el siglo V, los hunos establecieron un centro de poder en el bajo Danubio, y sus incursiones generaron temor en toda Europa. Moravia quedó al margen de estos movimientos, pero sirvió como territorio de paso para los germanos.
En el siglo VI, los eslavos llegaron a Moravia a través de la Puerta Morava desde el noreste, colonizando la región de manera continua. Tras la partida de los lombardos, no encontraron resistencia organizada, y los restos de poblaciones anteriores fueron rápidamente asimilados. En los siglos VI y VII, los eslavos fueron los únicos señores de la tierra, pero pronto enfrentaron la amenaza de los ávaros, un pueblo asiático que los subyugó. En 623, los eslavos se rebelaron bajo el liderazgo de Samo, un franco que fue elegido rey y gobernó durante 35 años tras derrotar a los ávaros.

### Gran moravia
Mojmír I aprovechó las distracciones de la Francia oriental para expulsar a Pribina del fuerte de Nitra, anexionando su territorio a Moravia. La unificación de Moravia, Eslovaquia y el norte del Danubio sentó las bases de la Gran Moravia, que alcanzó su apogeo bajo Svatopluk (870-894). Vnorovy y Lidéřovice se ubicaban entre los principales centros de la Gran Moravia: Staré Město-Uherské Hradiště-Modrá (posiblemente el Velehrad de la Gran Moravia) y Mikulčice. En Vnorovy, se halló un asentamiento eslavo en Hulínův kopec, y en Lidéřovice, en la parcela Újezd, se encontró una tumba eslava en 1963.

### Edad media
A principios del siglo X, la Gran Moravia colapsó debido a conflictos internos entre los últimos Mojmírovci y la presión de las tribus magiares. Las fuentes sobre el siglo X en Moravia son escasas, y los historiadores no coinciden sobre su organización social. La teoría catastrofista, que describía a los magiares como hordas destructivas, ha sido revisada; es más probable que intentaran someter a la población local para exigir tributos y servicios. Desde el siglo IX, el asentamiento en el sur de Moravia disminuyó, desplazándose hacia el centro, el oeste y áreas más elevadas.
Tras la batalla de Lechfeld en 955, en la que participó Boleslav I, la influencia checa en Moravia creció, convirtiéndose en un punto de disputa entre los Přemyslidas checos, los Piast polacos y los Árpád húngaros. En el siglo X, el concepto de territorio estatal no existía; los príncipes controlaban áreas desde fuertes mediante sus séquitos, imponiendo tributos. En el siglo XI, surgió una frontera peculiar entre el estado checo (Moravia) y el húngaro, una "tierra de nadie" entre los ríos Váh (en Hungría) y Morava-Olšava (en Moravia), que incluía Vnorovy y Lidéřovice. Aunque había asentamientos y rutas comerciales activas, su pertenencia estatal no estaba definida.
A finales del siglo XII y durante el XIII, esta área (la provincia de Lucká) fue colonizada desde ambos lados, y la frontera entre Moravia y Hungría se estabilizó aproximadamente en la actual línea moravo-eslovaca. En 1217, una carta del rey húngaro Andrés II describió la frontera desde el río Velička, que desemboca en el Morava, hasta el monte Kobela y el río Chvojnice. La colonización fue impulsada por Přemysl Otakar II tras las invasiones tártaras y cumanas de mediados del siglo XIII, que destacaron la necesidad de fortificar la región. Los principales colonizadores fueron ministeriales reales, como la familia de Horka, que incluía a los hermanos Pardus, Sudomír, Tvrdiš y Budivoj, recompensados con tierras por su lealtad a los Přemyslidas. Pardus, mencionado como Pardus de Vnorovy en 1249, fue un colonizador clave, aunque el documento es un falsum medieval. Sudomír, asociado con Veselí, y Tvrdiš, con Rohatec, también jugaron roles importantes.
A finales del siglo XIII, el antiguo señorío de Veselí se dividió en los señoríos de Veselí y Strážnice. Veselí y Uherský Ostroh pasaron a los Šternberk, mientras que Strážnice y Lidéřovice quedaron en manos de los Kravař. Vnorovy se convirtieron en un feudo menor, poseído en 1298 por Znata de Vnorovy. Tras la extinción de los Přemyslidas en 1306, Matúš Čák Trenčanský aprovechó el caos para atacar el sureste de Moravia, incluyendo Veselí.
En el siglo XIV, bajo el emperador Carlos IV y su representante en Moravia, el margrave Jan Jindřich, la región se estabilizó. Veselí y Vnorovy pasaron a los Šternberk, quienes usaban Vnorovy como dote. En 1378, Albert ze Šternberka otorgó Vnorovy, Boršice y Spinek a su esposa Anežka, reservándose el patronato del templo de Vnorovy. Tras la muerte de Albert, Anežka se casó con Vilém z Perštejna, quien recibió los mismos derechos. En 1398, Jaroslav ze Šternberka heredó el señorío de Veselí, que incluía Vnorovy y Spinek, aunque estos estaban gravados con deudas a favor de Šíp Schellenberger.
A finales del siglo XIV, las tensiones sociales crecieron entre feudales y súbditos, la nobleza secular y el clero, y los campesinos pobres y los propietarios. Las ideas husitas, que criticaban los abusos de la Iglesia y la sociedad, ganaron fuerza. Jaroslav ze Šternberka y su suegro Jan z Lomnice apoyaron a Jan Hus, firmando una protesta en 1415 contra su encarcelamiento. Sacerdotes locales, como Martin de Vnorovy, también respaldaron el husitismo, y algunos especulan que Martin podría ser Martin Hůska, un líder radical táborita. Strážnice y sus alrededores se convirtieron en un bastión del movimiento popular, influenciado por los valdenses desde Eslovaquia. El Nový Tábor en Uherský Ostroh se convirtió en un centro husita.
Tras la muerte del rey Václav IV, Jaroslav permaneció leal al catolicismo y al emperador Segismundo, muriendo en la batalla de Vyšehrad en 1420. En 1421, las tropas de Segismundo, lideradas por Pipo Spano, devastaron el sureste de Moravia, quemando Strážnice y masacrando a sus habitantes. Los husitas, bajo Prokop Holý, continuaron resistiendo, usando Moravia como base para incursiones en Hungría hasta 1427. Las guerras husitas causaron menos daño en el sureste de Moravia que los conflictos checo-húngaros posteriores.

### Período pre-Bílá Hora
En 1446, Jan Starší y Markvart de Lomnice vendieron Vnorovy y Spinek a Jiří z Kravař y Strážnice, quien los revendió ese mismo año a Přešek z Leštiny. Los Šternberk mantuvieron derechos hereditarios sobre Vnorovy hasta 1447, cuando Zdeněk ze Štemberka vendió el señorío de Veselí. En el siglo XVII, el sacerdote Pavel Urbanides documentó las dificultades de la región, describiendo hambrunas, enfermedades y desastres naturales. En 1600, una gran carestía afectó Moravia, Bohemia, Austria y Hungría, con precios exorbitantes para los cereales y personas comiendo hierbas para sobrevivir. En 1601 y 1602, las viñas sufrieron plagas y heladas, elevando el precio del vino. En 1605, las incursiones de las tropas de Štěpán Bočkaj devastaron Moravia, quemando aldeas, incluyendo Vnorovy y Lidéřovice, y cometiendo atrocidades contra la población.

### La guerra de los Treinta años
El levantamiento de la nobleza checa y morava en 1618-1619, que culminó en la Batalla de Bílá Hora (1620), marcó el inicio de la guerra de los Treinta Años. Tras la derrota de los estamentos, el emperador Fernando II consolidó su poder. Las tropas húngaras de Bethlen Gábor ocuparon Strážnice, Hodonín y Ostroh, saqueando Veselí. En 1623, un nuevo ataque de Bethlen Gábor causó devastación masiva, y el señorío de Veselí fue confiscado a los Vojska z Bogdunčovic, pasando a Tomáš Bosnyak. En 1627, un asalto turco destruyó el templo filial de Vnorovy, que permaneció en ruinas hasta 1642, cuando fue reconstruido.
En 1645, la invasión sueca y de Rákoczi, junto con una epidemia de peste, agravaron la situación. El señorío de Veselí, descrito como devastado, fue vendido en 1646 por František Perenni a Jan Rotal, aunque el proceso enfrentó disputas legales con Anežka, hija de Perenni. Los tratados de Westfalia (1648) no trajeron paz duradera, y en 1663, las tropas turcas y tártaras invadieron Moravia, atacando Veselí y Vnorovy, donde asesinaron o capturaron a numerosos habitantes.

### Siglos XVII, XVIII y XIX
En 1683, los kuruc, liderados por Imrich Tökely, y una nueva epidemia de peste asolaron la región. Entre 1703 y 1711, el levantamiento de Ferenc II. Rákoczi trajo nuevos ataques, con múltiples incursiones en Vnorovy y Lidéřovice, donde se robaron ganado, se incendiaron aldeas y se capturaron habitantes. Las crónicas del burgomaestre de Strážnice y del rector Ondřej Fiala documentan el terror de la población, que vivía bajo constante amenaza. En 1719, la carestía obligó a la gente a comer hierba y pan de salvado. En 1742, las tropas prusianas causaron estragos, y en 1757, una enfermedad contagiosa diezmó a la población.
Durante las guerras napoleónicas, tras la Batalla de Austerlitz (1805), las tropas rusas y austriacas atravesaron Vnorovy, exigiendo alojamiento y provisiones. Los campesinos sufrieron pérdidas de caballos y enfrentaron epidemias. En 1866, durante la guerra austro-prusiana, las tropas prusianas ocuparon Vnorovy, Lidéřovice y Strážnice, consumiendo recursos y trayendo una epidemia de cólera que mató a 69 personas en Vnorovy y 15 en Lidéřovice. Las historias locales recuerdan a veteranos como Josef Tomek, apodado "Kurýk", quien recibió una medalla de plata por su valentía en 1866.